# گلوبال‌پست
گلوبال‌پست (به انگلیسی: GlobalPost) یک وب‌گاه خبری آمریکایی است که بر مسایلی چون اخبار بین‌المللی تمرکز دارد. دفتر مرکزی گلوبال‌پست در بوستون در ایالات متحده آمریکا قرار دارد.